# Thorulf
Thorulf eller Torulf är ett fornnordiskt mansnamn och efternamn. Namnet är sammansatt av namnet på guden Tor och ulf eller ulv som är det gamla ordet för varg, det vill säga "Tors varg". Namnet är vanligast i Norge och ovanligare i Sverige och bland den svenskspråkiga språkgruppen i Finland. Namnet förekommer även som släktnamn för en släkt i Danmark med spridning i bland annat Sverige.
Den 4 januari 2014 fanns det 131 män folkbokförda i Sverige med namnet Torulf. Av dessa hade 54 namnet som tilltalsnamn (första namn). Dessutom fanns det 40 män som stavade namnet Thorulf, varav 19 hade detta som sitt tilltalsnamn. Stavningen Tor-Ulf har 9 män, men bara 6 har det som tilltalsnamn. Namnet Torulf är också ett danskt familjenamn (efternamn).

## Runstenar och isländska sagor
Det återfinns på flera runstenar. Det finns även på en av de sydligaste runstenarna som står på den tyska sidan invid gränsen mellan Tyskland och Danmark. 
På runstenar i Sverige finns namnet som ÞórulfR (jfr ÞólfR)
Fda. Thorulf, fornsvenska Thorolf, fvn. Þorólfr. F.l. → Þór-/Þúr-, eller → -ulfR.
Namnet i följande olika former finns på runstenar: þorolr N160A, þurlfr| DR1A, þurulfR Sö328, þurulf U201, þuru(l)… U890. Således fem runstenar i Sverige. Stavningen med "Th" är ett sätt att försöka återge diftongen Þ i runalfabetet.
Namnet är mest känt som namnet på krigarhjälten i Egil Skallagrimssons saga. Vikingahövdingen Torulf dog enligt sagan i England. 
I de isländska sagorna finns även en berättelse om de norska vikingarna Egil och Torulf som år 925 seglade till "Kuraland", det vill säga Kurland eller ungefär nuvarande Lettland.

## Kända personer vid namn Torulf
- Ernst Torulf (1872–1936), svensk arkitekt som bland annat var med och ritade rådhuset i Borås, en kyrka i Arvika och Göteborgs högskolas byggnad i Vasaparken.
- Helge Torulf, kapten i Väg- och vattenbyggnadskåren som bland annat var med och ritade Hagalunds vattentorn (bror till Ernst Torulf).
- Hertig Torulf (Duke Igthorn) är figur som förekommer i den tecknade serien Bumbibjörnarna.
- Biskop Thorulf av Orkney. Han var enligt en källa biskop på Orkneyöarna under andra delen av 1000-talet.

## Tholthorpe
Namnet är även känt som en del i namnet på den engelska orten Tholthorpe i York. Thorpe betyder närmast "farm" (eller möjligen det nordiska "torp") och ortnamnet har förklarats såsom "Thorulfs farm". På en flygbas i Tholthorpe låg under krigsåren 1940–1945 en kanadensisk bombflottilj förlagd.